# Seishirō Itagaki
Seishirō Itagaki (jap. 板垣征四郎, いたがき せいしろう Itagaki Seishirō; ur. 21 stycznia 1885, zm. 23 grudnia 1948) – japoński dowódca wojskowy, generał Cesarskiej Armii Japońskiej w czasie II wojny światowej, minister wojny (1938–1939). 
Obok Kanji Ishiwary, odegrał główną rolę w planowaniu tzw. incydentu mandżurskiego z września 1931, który pociągnął za sobą wojskową okupację położonej w północno-wschodnich Chinach Mandżurii. Był wówczas szefem Sekcji Wywiadu Armii Kwantuńskiej. Następnie po utworzeniu Mandżukuo, był tam w latach 1932-1934 doradcą wojskowym. Od 1936 szef sztabu Armii Kwantuńskiej. 
Po licznych awansach w hierarchii wojskowej, w okresie od 3 czerwca 1938 do 30 sierpnia 1939 pełnił obowiązki ministra wojny. W okresie II wojny światowej (1939–1941) piastował między innymi obowiązki szefa sztabu japońskiej grupy armijnej o nazwie Chińska Armia Ekspedycyjna (Shina Haken-gun) oraz komendanta głównego japońskiej Armii Koreańskiej (Chōsen-gun). Po wojnie aresztowany przez Amerykanów i sądzony za zbrodnie wojenne, został skazany przez Międzynarodowy Trybunał Wojskowy dla Dalekiego Wschodu na śmierć i powieszony 23 grudnia 1948 r. Ciało zostało poddane kremacji, a prochy rozrzucono nad Pacyfikiem.

## Odznaczenia
- Order Wschodzącego Słońca I klasy[4]
- Wielka Wstęga Orderu Świętego Skarbu[4]
- Order Złotej Kani II klasy[4]
- Order Zasługi Orła Niemieckiego[4]